# Свазіленд на літніх Олімпійських іграх 1996
Есватіні брав участь у Літніх Олімпійських іграх 1996 року в Атланті (США), в п'ятий раз за свою історію, але не завоював жодної медалі. Збірну країни представляла 1 жінка.